# Przesieki Pierwsze
Przesieki Pierwsze – jezioro w woj. wielkopolskim, w powiecie czarnkowsko-trzcianeckim, w gminie Krzyż Wielkopolski, leżące na terenie Równiny Drawskiej.

## Dane morfometryczne
Powierzchnia zwierciadła wody według różnych źródeł wynosi od 3,5 ha do 2,7 ha (lustra wody i ogólna).
Zwierciadło wody położone jest na wysokości 53,9 m n.p.m.

## Hydronimia
Według danych z państwowego rejestru nazw geograficznych niestandaryzowana nazwa tego jeziora to Przesieki Pierwsze.
Jezioro nie jest wymienione w spisie opracowanym przez Komisję Nazw Miejscowości i Obiektów Fizjograficznych (KNMiOF).
W różnych publikacjach i na mapach topograficznych jezioro to występuje pod nazwą Przesieki lub Przesieki I.